# Herb Poręby

Herb Poręby w latach 1983-2025

Herb Poręby – jeden z symboli miasta Poręba w postaci herbu. Herb wprowadzono w 1983 roku, a 28 lutego 2025 uchwalono nową wersję zaprojektowaną przez Kamila Wójcikowskiego i Roberta Fidurę.

## Wygląd i symbolika
Herb przedstawia w polu czerwonym wizerunek wieży gichtowej w Porębie srebrnej z dachem, wejściem i oknami czarnymi, pod którą dolna połowa koła zębatego srebrnego.
Herb nawiązuje do przemysłu hutniczego (wieża gichtowa) oraz do przemysłu obrabiarkowego, które przyczyniły się do awansu Poręby do rzędu miast.

## Historia
Pierwszy herb przyjęła Poręba prawdopodobnie krótko po uzyskaniu praw miejskich, w 1973 lub 1974 roku. Wówczas herb wyobrażał w niebieskim polu czerwoną wieżę gichtową, której dół okalało złote koło zębate wypełnione zielenią z jakby czarnym pagórkiem. Druga wersja herbu powstała przy okazji reaktywacji miasta w 1983 roku. Tym razem pole było czerwone, wieża złota, a koło zębate stało się jakby półwieńcem z części koła zębatego i kłosa zboża. Z zielonego pola usunięto pagórek i dodano wstęgę rzeki. Do symboli przemysłu dołożono zatem symbol rolnictwa oraz nawiązanie do Czarnej Przemszy. Herb ten używany był z niewielkimi korektami do 28 lutego 2025 roku, kiedy to przyjęto uproszczoną i dostosowaną do zasad heraldyki wersję opracowaną przez Kamila Wójcikowskiego i Roberta Fidurę.